# Jan Mul
Johannes Nicolaas (Jan) Mul (Født 20. september 1911 i Haarlem, Holland – død 30. december 1971 i Overveen, Holland) var en hollandsk komponist.
Mul studerede på Amsterdam Musikkonservatorium, under Sem Dresden. Han har primært komponeret orgelmusik, og kirkemusik.